# BRIT Awards 1994
La XIV edizione dei BRIT Awards si tenne nel 1994 presso il Alexandra Palace. Lo show venne condotto da RuPaul & Elton John.

## Vincitori
- Miglior colonna sonora: "The Bodyguard: Original Soundtrack Album"
- Miglio produttore britannico: Brian Eno
- Best selling album & Single: Meat Loaf
- Miglior album britannico: Stereo MCs - "Connected"
- Rivelazione britannica: Gabrielle
- British dance act: M People
- Cantante femminile britannica: Dina Carroll
- Gruppo britannico: Stereo MCs
- Cantante maschile britannico: Sting
- Singolo britannico: Take That - "Pray"
- British video: Take That - "Pray"
- Rivelazione internazionale: Björk
- International female: Björk
- Gruppo internazionale: Crowded House
- International male: Lenny Kravitz
- Outstanding contribution: Van Morrison